# Герлахов (Попрад)
Герлахов (слч. Gerlachov) насељено је мјесто са административним статусом сеоске општине (слч. obec) у округу Попрад, у Прешовском крају, Словачка Република.

## Становништво
| Година:    | 1994. | 2004.    | 2014.   | 2024.   |
| ---------- | ----- | -------- | ------- | ------- |
| Број људи: | 704   | 796      | 830     | 864     |
| Разлика:   |       | +13,06 % | +4,27 % | +4,09 % |

| Година:    | 2023. | 2024.   |
| ---------- | ----- | ------- |
| Број људи: | 867   | 864     |
| Разлика:   |       | -0,34 % |

Према подацима о броју становника из 2011. године насеље је имало 808 становника.